# اسبيد (طبس مسينا)
اسبید (بالفارسية: اسپید) هي مستوطنة تقع في إيران في قسم طبس مسینا الريفي. يقدر عدد سكانها بـ 67 نسمة بحسب إحصاء 2016.